# Ingeborg Schäuble

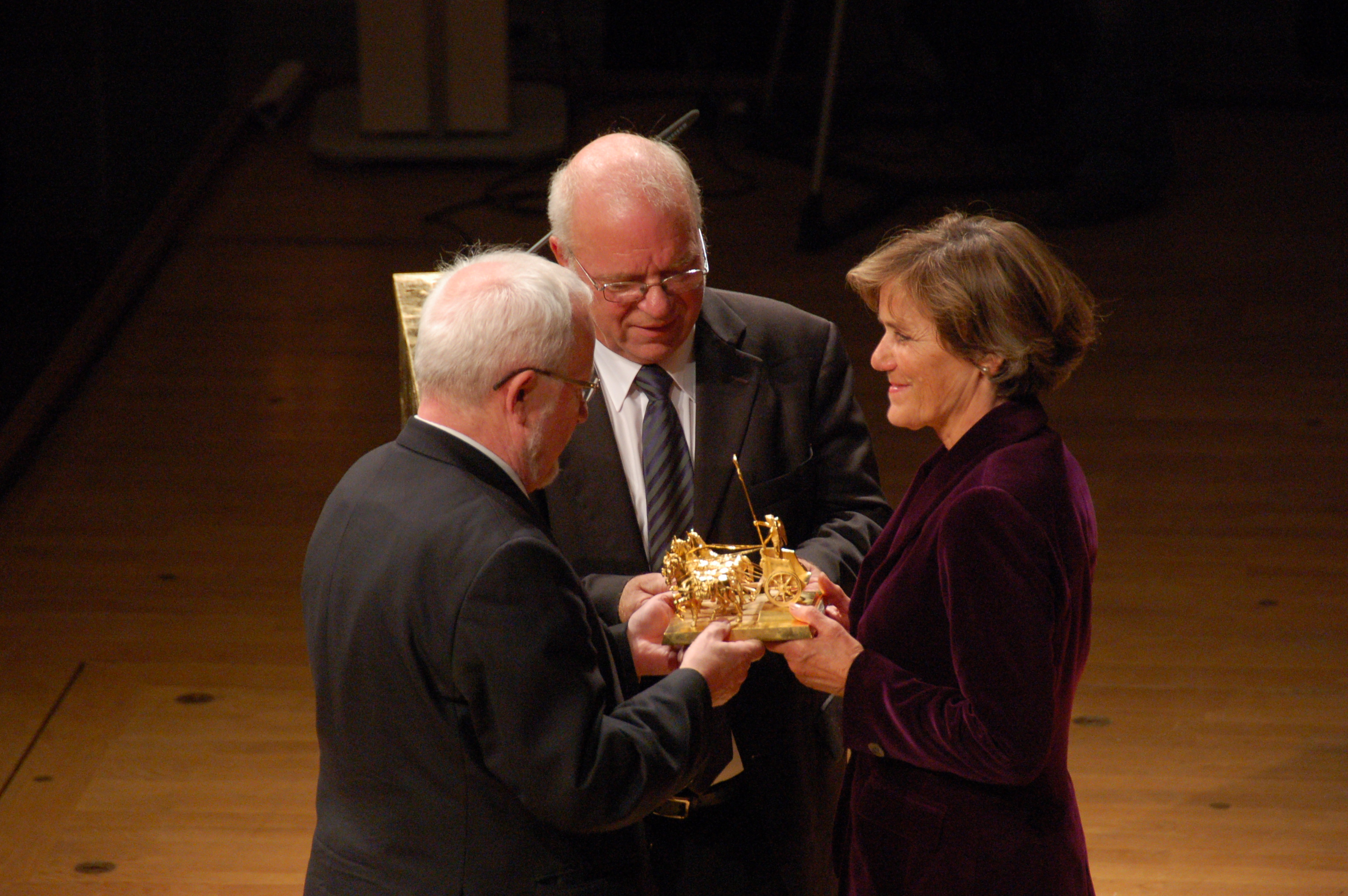
Ingeborg Schäuble nimmt, stellvertretend für ihren Mann, die an ihn und Lothar de Maizière (l.) verliehene Quadriga in der Kategorie „Architektur der Einheit“ an (2010)

Ingeborg Schäuble (* 4. November 1943 in Freiburg im Breisgau; gebürtig Ingeborg Hensle) ist eine deutsche Volkswirtin und ehemalige Vorstandsvorsitzende der Welthungerhilfe. Dieses Amt hatte sie von 1996 bis 2008 inne.
Seit 1969 war sie bis zu dessen Tod am 26. Dezember 2023 mit dem CDU-Politiker Wolfgang Schäuble verheiratet, mit dem sie vier Kinder bekam, darunter die Fernsehmanagerin Christine Strobl (* 1971) und die Journalistin Juliane Schäuble (* 1976), die seit 2018 USA-Korrespondentin der Tageszeitung Tagesspiegel ist.

## Ehrungen
- 2004: Hans-Rosenthal-Ehrenpreis (Verleihung in Landau (Pfalz))
- 2005: Bundesverdienstkreuz (Verleihung in Gengenbach)
- 2007: Bundesverdienstkreuz I. Klasse
- 2008: Leibniz-Ring-Hannover